# Simo Saarinen
Simo Olavi Saarinen, född 14 februari 1963 i Helsingfors, är en finländsk före detta ishockeyspelare.
Saarinen blev olympisk silvermedaljör i ishockey vid vinterspelen 1988 i Calgary.